# Gerlinde Wolf
Gerlinde Wolf (* 27. Dezember 1959 in Fulda) ist eine deutsche Drehbuchautorin.

## Leben
Gerlinde Wolf ist seit Mitte der 1990er Jahre als Drehbuchautorin fürs Fernsehen tätig. Zu ihren Arbeiten gehören Serienfolgen wie bei Bei aller Liebe und Fernsehreihen wie Der Doc und die Hexe. Mit den Fernsehfilmen Club der einsamen Herzen und Lang lebe die Königin wirkte sie als Autorin bei den letzten Filmen mit Hannelore Elsner mit.

## Filmografie (Auswahl)
- 1997: Schlank bis in den Tod
- 2000–2003: Bei aller Liebe (Fernsehserie, 9 Folgen)
- 2002: Gefühle im Sturm
- 2003: Das Duo: Der Liebhaber
- 2004: Tatort: Nicht jugendfrei
- 2006: Ein starkes Team: Zahn um Zahn
- 2006: Leo
- 2010–2012: Der Doc und die Hexe (Fernsehreihe, 4 Folgen)
- 2011: Adel Dich
- 2013: Tatort: Allmächtig
- 2013: Der Kaktus
- 2019: Club der einsamen Herzen
- 2020: Lang lebe die Königin